# AC75
AC75 (klasa America's Cup 75) – klasa jachtowa o długości 75 stóp, określająca budowę i eksploatację jachtów, które będą używane w Regatach o Puchar Ameryki w 2021.

## Charakterystyka
Jest to jacht jednokadłubowy, bez kilu z hydropłatami T-wing zamontowanymi pod kadłubem. Hydropłaty są ruchome (uchylne), mają długość 4,5 metra, na ich końcach umieszczono płaty nośne. Długość jednostki wynosi 22,86 metra, a waga to 6,5 tony. Regulamin klasy wprowadza ograniczenia dotyczące budowy określonej liczby kadłubów, masztów, sterów i żagli. Ujednolicone są takie cechy, jak długość kadłuba, budowa masztu, olinowanie i hydropłaty. Pozostałe elementy mogą ulegać pewnym modyfikacjom.
Jacht obsługuje 11-osobowa załoga, komunikująca się za pomocą pokładowego systemu łączności. Łodzie wyposażone są w zaawansowane systemy elektroniczne, a sterowanie odbywa się za pomocą urządzeń hydraulicznych. M.in. sterowniki stosować można w górnej części żagli. Nowością jest tzw. double skin, czyli podwójna powłoka grota podnosząca jego efektywność w drodze uzyskania odmiennych kształtów po nawietrznej i zawietrznej. Pierwsze próby nowej klasy jachtu przeprowadził zespół Emirates Team New Zealand, konstruując jednostkę Te Aihe (Delfin z prostymi burtami i skegiem w części podwodnej), choć kilka dni wcześniej przedterminowego i zakazanego regulaminem wodowania dokonał amerykański zespół American Magic (jednostka Defiant z całkowicie płaskim dnem). Pozostałe dwa zespoły wodowały swoje jachty nieco później, a były to: włoski Luna Rossa Prada Pirelli Team i brytyjski Ineos Team UK.

## Regaty
Pierwsze imprezy eliminacyjne promujące regaty i nową klasę miały się odbyć w drugiej połowie 2019, jednak nie rozegrano żadnych z nich z uwagi na brak przygotowania sprzętu. Z trzech imprez przewidzianych na 2020 potwierdzona została tylko jedna. 